# Рудолф IV (Хабсбург-Лауфенбург)
Рудолф IV фон Хабсбург-Лауфенбург (на немски: Rudolf IV von Habsburg-Laufenburg; * ок. 1322; † септември 1383) е от 1353 г. граф на Хабсбург-Лауфенбург, ландграф в Зизгау и Клетгау (1337 – 1383, до 1353 г. с брат си Йохан II) и ланд-фогт в Швабия и Горен Елзас.

## Биография
Той е син на граф Йохан I фон Хабсбург-Лауфенбург, ландграф в Клетгау († 21 септември 1337, убит в битка до Гринау, Швейцария) и съпругата му Агнес фон Верд († сл. 1354), дъщеря на Зигизмунд фон Верд, ландграф в Елзас († 1308), и Алайдис фон Бламон († сл. 1347). Внук е на граф Рудолф III фон Хабсбург-Лауфенбург, господар на Раперсвил († 1314), и първата му съпруга наследничката Елизабет фон Раперсвил († 1309).
Около 1353/1354 г. Рудолф IV е с брат си Йохан II кондотиер в Италия, където е командир на наемниците. През 1373 г. той е хауптман в Тирол. Със синът му Йохан IV участва в потушавато на въстанието в Базел (на Заговезни 26 февруари 1376 до морния договор на 9 юли 1376).

## Фамилия
Рудолф IV се жени през 1354 г. за Верена/Елизабет/Изабела Гонзага († 1383), дъщеря на Филипино Гонзага († 5 април 1356), имперски викар на Реджо, патриций на Венеция и първата му съпруга Анна ди Довара († 1354). Тя е внучка на Луиджи I Гонзага господар на Мантуа. Те имат един син:
- Йохан IV († 18 май 1408), граф на Хабсбург-Лауфенбург, ланд-фогт в Тургау, Ааргау и Шварцвалд, женен за графиня Агнес фон Хоен-Ланденберг-Грайфензе

На 9 февруари 1354 г. неговият тъст Филипино Гонзага се жени за племеницата му Верена фон Хабсбург, дъщеря на брат му Йохан II.